# Vallorbe

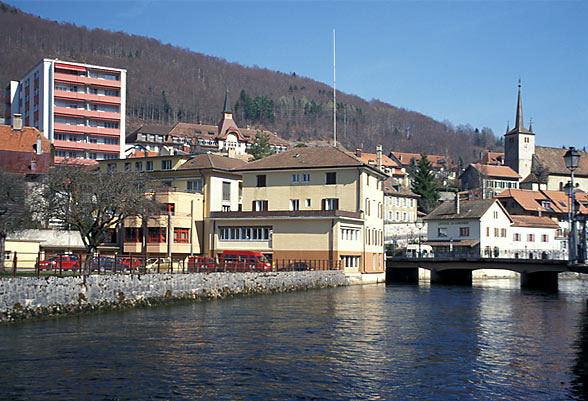
Sông Orbe ở Vallorbe

Vallorbe là một đô thị thuộc huyện hành chính Orbe, bang Vaude, Thụy Sĩ. Đô thị này có diện tích 23,18 km2, dân số thời điểm tháng 12 năm 2009 là 3311 người.